# E3 Harelbeke 2008
L'E3 Harelbeke 2008 va ser la 51a edició de l'E3 Harelbeke. La cursa es disputà el 29 de març sobre una distància de 203 quilòmetres, sent vàlida per a l'UCI Europa Tour 2008 amb una categoria 1.HC. El vencedor de la cursa fou el noruec Kurt-Asle Arvesen (Team CSC), que s'imposà per davant de David Kopp (Cycle Collstrop) i Greg Van Avermaet (Silence-Lotto).

## Classificació final
|    | Ciclista          | Equip                   | Temps      |
| -- | ----------------- | ----------------------- | ---------- |
| 1  | Kurt-Asle Arvesen | Team CSC-Saxo Bank      | 4h 57' 03" |
| 2  | David Kopp        | Cycle Collstrop         | + 5"       |
| 3  | Greg Van Avermaet | Silence-Lotto           | m. t.      |
| 4  | Thomas Voeckler   | Bouygues Télécom        | m. t.      |
| 5  | Janek Tombak      | Mitsubishi-Jartazi      | m. t.      |
| 6  | Bernhard Eisel    | Team Columbia-High Road | + 26"      |
| 7  | Matti Breschel    | Team CSC-Saxo Bank      | + 1'20"    |
| 8  | Tom Boonen        | Quick Step              | m. t.      |
| 9  | Stijn Devolder    | Quick Step              | m. t.      |
| 10 | Staf Scheirlinckx | Cofidis                 | m. t.      |